# カタラン (ブラジル)

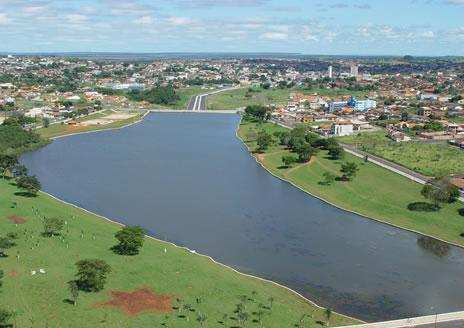
カタロン

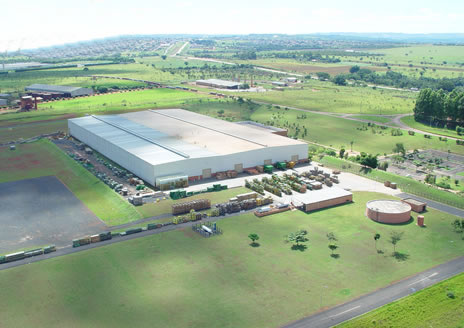
三菱自動車の工場

カタロン（Catalão [kɐtɐˈlɐ̃w]）はブラジル・ゴイアス州南部の都市。人口は11万983人（2020年。周辺は穀物や家畜の産地で、またリン鉱石が採掘され肥料が生産されている。三菱自動車およびジョン・ディア・トラクター社の工場がある。
1722年から1723年頃にバンデイランテスの1人、バルトロメウ・ブエーヌ・ダ・シウヴァによって占領された。1728年に入植が開始され、それを支援する部隊の駐留も始まった。カタラン近郊の部隊に従った牧師、フレイ・アントニオによってカタランと名づけられた。
入植地には1828年までに瓦葺の屋根のある家が5軒、他に20件の小屋が建てられた。
1859年に市に昇格、今日では面積3,789平方キロメートル、州の1.1%を占めている。

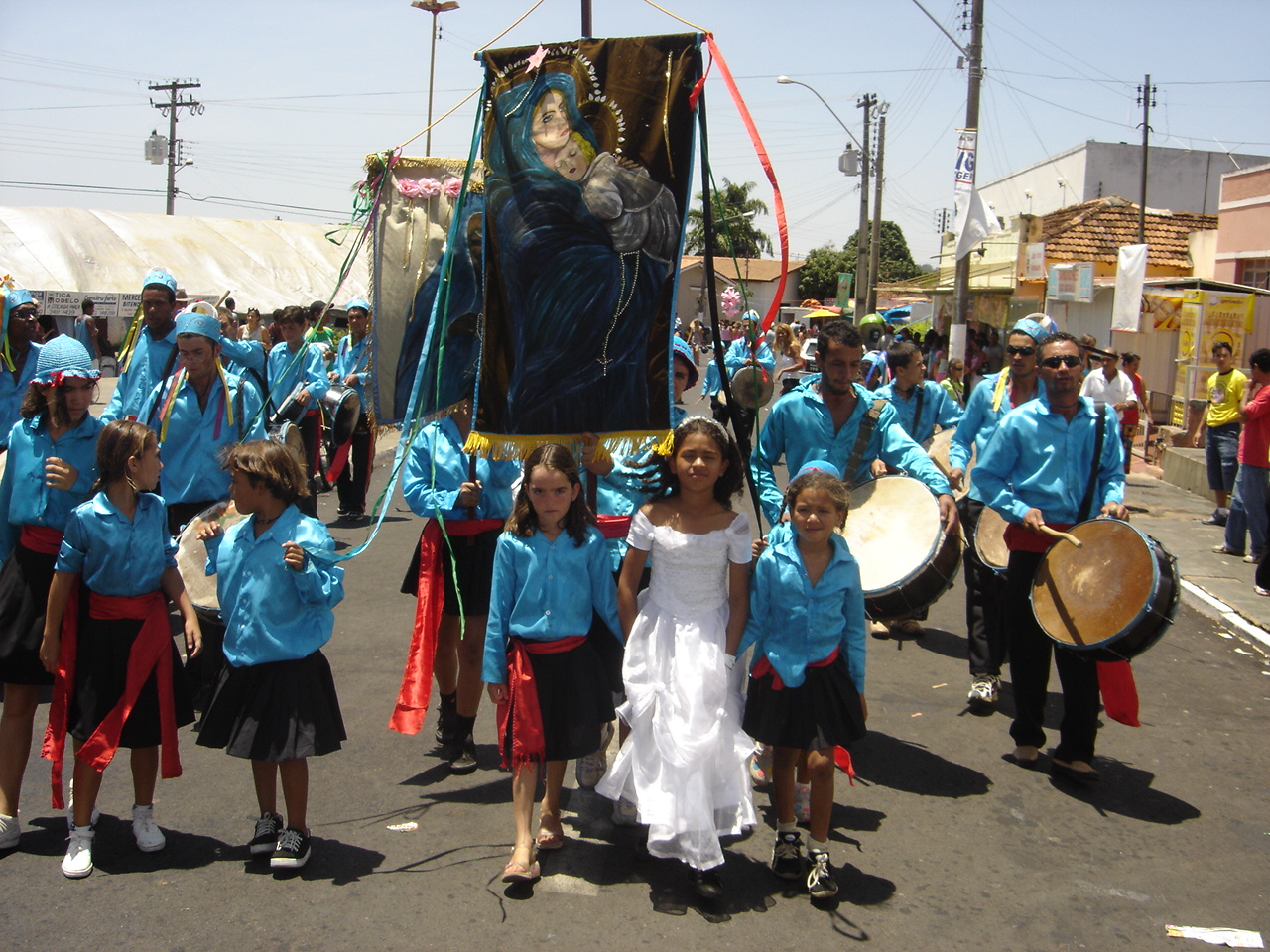
フェスティバルの様子

コーヒーのプランテーションに半自由の奴隷が連れてこられた1820年より伝統的なフェスティバルが行われている。この祭りは9月の最後の金曜日から10月の第2日曜日まで続けられる。フェスティバルではコンゴやモザンビークの影響も強く受けたダンスがカラフルな衣装をまとったダンサーによって街路で行われブラジル国内でも大きな祭りの1つとなっている。